# Lünerseewerk
Das Lünerseewerk ist ein Pumpspeicherkraftwerk und eines der zahlreichen Elektrizitätswerke der illwerke vkw AG im österreichischen Montafon.

## Lünerseewerk
Das von 1954 bis 1958 errichtete Werk liegt in Latschau oberhalb von Tschagguns und wird aus dem (bei Vollstau) 974 Meter höher gelegenen Lünersee über Stollen und Druckrohre gespeist. Es war, obwohl nur fünf von sechs ursprünglich geplanten Maschinensätzen gebaut wurden, zur Zeit seiner Fertigstellung das leistungsstärkste Pumpspeicherkraftwerk der Welt.
Das Wasser wird anschließend im Staubecken Latschau aufgefangen und von dort an das Rodundwerk weitergeleitet. Das Lünerseewerk kann Wasser aus der Triebwasserführung Partenen–Latschau in den Lünersee pumpen, ebenso Wasser, das aus dem Rodundwerk ins Staubecken Latschau gepumpt wird. Wasser des Rellsbaches wird ebenfalls ins Latschauer Becken geleitet (siehe Bild, Wasserzufluss rechts der Mitte). Im Becken Latschau II steht noch das Latschauwerk, ein kleines, separates Laufwasserkraftwerk. Im Frühjahr und Sommer 2011 wurde das Becken Latschau II saniert. Dabei wurden etwa 12.000 m³ Schluffmassen (Sand und Schlamm) abgetragen sowie etwa 100.000 m² neues Dichtungsmaterial aufgebracht. Latschau I folgte zwei Jahre später. Die Maschinensätze des Lünerseewerkes wurden 2013 bis 2015 generalsaniert.

### Technische Daten
Die Kraftwerksanlage Lünerseewerk besteht aus dem Speicher Lünersee, der Triebwasserführung mit einem Einlaufbauwerk, dem Seestollen, der Sperrkammer Lünersee, einem Entlastungsschacht, dem Druckstollen vom Lünersee nach Salonien, dem Taldüker Salonien, dem Druckstollen von Salonien nach Grüneck, dem Wasserschloss Grüneck, dem Panzerstollen von Grüneck zur Sperrkammer Grüneck, der Sperrkammer Grüneck, einer Druckrohrleitung sowie einem Druckschacht, dem Krafthaus, der Unterwasserführung und dem Pumpwasserkanal sowie dem Vorpumpbecken.

### Krafthaus
Das Lünerseewerk selbst ist ein frei stehendes, 120 Meter langes Krafthaus mit fünf vertikalachsigen Maschinengruppen, jede (von oben nach unten) aus Erregermaschine, Motorgenerator, vierdüsiger Freistrahlturbine, hydraulischem Synchronisierwandler mit Zahnkupplung und fünfstufiger, einflutiger Speicherpumpe bestehend. Die Maschinensätze sind über 30 Meter hoch. Ihr größerer Teil befindet sich unter dem Niveau des Bodens der Maschinenhalle, nur die Erregermaschinen, Motorgeneratoren und Wasserzuführungen sind in der Halle sichtbar.
Das Kraftwerk verfügte vor der Sanierung über eine Engpassleistung von 229 Megawatt (MW) und eine aufgenommene Motorleistung im Pumpbetrieb von 224 MW. Das Regelarbeitsvermögen beträgt 371 GWh; 2012 wurden 378 GWh gewonnen. Pro Tag finden ca. 40 Wechsel zwischen Pump- und Turbinenbetrieb statt. Die volle Leistungsspanne zwischen Turbinen- und Pumpenvolllast steht binnen 6 Minuten beim Umschalten von Turbine auf Pumpe und binnen 3 Minuten beim umgekehrten Umschalten zur Verfügung.
- Nennleistung je Turbine 46,2 MW
- Aufgenommene Motorleistung je Maschinensatz im Pumpbetrieb 43 MW
- Durchfluss je Turbine 5,52 m3/s; behördlich genehmigter Gesamtturbinendurchfluss 32 m3/s
- Durchfluss je Speicherpumpe 4,24 m3/s; behördlich genehmigte Pumpfördermenge 28 m3/s.[8]
- Rohfallhöhe 974 m
- Austrittsgeschwindigkeit des Wassers aus den Düsen: ca. 500 km/h[6]
- Drehzahl 750 min−1
- Nennleistung je Motorgenerator 56 MVA
- Übertragungsleistung je hydraulischem Synchronisierwandler 23,6 MW
- Generator-Nennspannung 10,5 kV
- 5 Blocktransformatoren 10,5/240 kV zu je 56 MVA für die Maschinensätze
- 220-kV-Freiluftschaltanlage neben dem Krafthaus
- 1 Hausgenerator mit einer Nennleistung von 2,2 MVA

### Hydraulische Daten
- Wasserspiegel der Ausgleichsbecken Latschau bei Vollstau: 992,25 m[9]
- Regelarbeitsvermögen aus Zufluss und Jahrespumpspeicherung im Jahr: 170 Mio. kWh
- Regelarbeitsvermögen aus Wälzpumpspeicherung im Jahr: 201 Mio. kWh
- maximale tägliche Speicherspiegelabsenkung bei Volllastturbinenbetrieb des Lünerseewerkes mit 5 Maschinen: −4,0 m/Tag
- maximale tägliche Speicherspiegelanhebung bei Volllastpumpbetrieb des Lünerseewerkes mit 5 Maschinen: +3,3 m/Tag
- Triebwasserführung: Gesamtlänge 9745 m, bestehend aus
  - 2 Druckstollen Länge 3056 und 2474 m, zusammen 5530 m, Innendurchmesser 3,05 m
  - Taldüker gepanzert, Länge 1336 m, Innendurchmesser 2,60 bis 2,40 m
  - Fallleitung, bestehend aus: Panzerstollen Länge 482 m, Innendurchmesser 3,20 m
    - Druckrohrleitung, Länge 1050 m, Innendurchmesser 2,25 m
    - Druckschacht, Länge 917 m, Innendurchmesser 2,15 m
    - Flachstrecke, Länge 430 m, Innendurchmesser 2,05 m[10]
    - Prüfdruck der Leitung nahe dem Abzweig zur ersten Turbine: 190 bar

Der Wasserspiegel des Beckens Latschau II ist oft zu niedrig, um einen kontinuierlichen und blasenfreien Wasserzufluss zu den Pumpen des Lünerseewerks zu gewährleisten. Deshalb befindet sich auf der dem Becken Latschau II abgewandten Seite der Maschinenhalle das Vorpumpbecken (Wasserspiegel konstant auf etwa 1004 m Seehöhe).
Wasser aus dem Becken Latschau II wird zunächst mit Vorpumpen in das Vorpumpbecken hinaufbefördert. Von dort aus kann es in stabilem Fluss mit einem leichten Überdruck (etwa 2 bar) zu den Pumpen der fünf Maschinensätze gelangen. Die Vorpumpen werden mit unter enormem Druck stehendem Wasser aus der Rohrleitung Lünersee–Lünerseewerk angetrieben.
Die Maschinenhalle ist mit zwei Brückenkranen zu je 60 t Tragfähigkeit ausgestattet. Mit Hilfe einer Traverse können beide Krane zusammen das schwerste Teil eines jeden Maschinensatzes, den 110 t schweren Generatorläufer, heben.
Das Lünerseewerk ist nachts üblicherweise unbesetzt und arbeitet dann automatisch. Von seiner Schaltwarte aus können andere Kraftwerke der illwerke vkw ferngesteuert werden. Sie ist aufgrund ihrer Lage vor Überflutung relativ geschützt. Hingegen könnte die Warte beispielsweise der im Tal gelegenen Rodundwerke bei einem Dammbruch ausfallen.
Der Energietransport erfolgt über eine 220-kV-Freileitung vom/zur Umspannanlage Bürs.
Das Lünerseewerk betreibt in seinen Räumen den „Schauraum“, eine Ausstellung über die Funktion des Werkes und der anderen illwerke-vkw-Kraftwerke, über die Geologie des Rätikons und Weiteres.
Die Maschinenhalle ist ohne Begleitung unzugänglich, kann aber durch Panoramascheiben besichtigt werden. Der Schauraum ist täglich von 8 bis 18 Uhr geöffnet, der Eintritt ist frei. Es können auch Führungen gebucht werden.

## Rellswerk

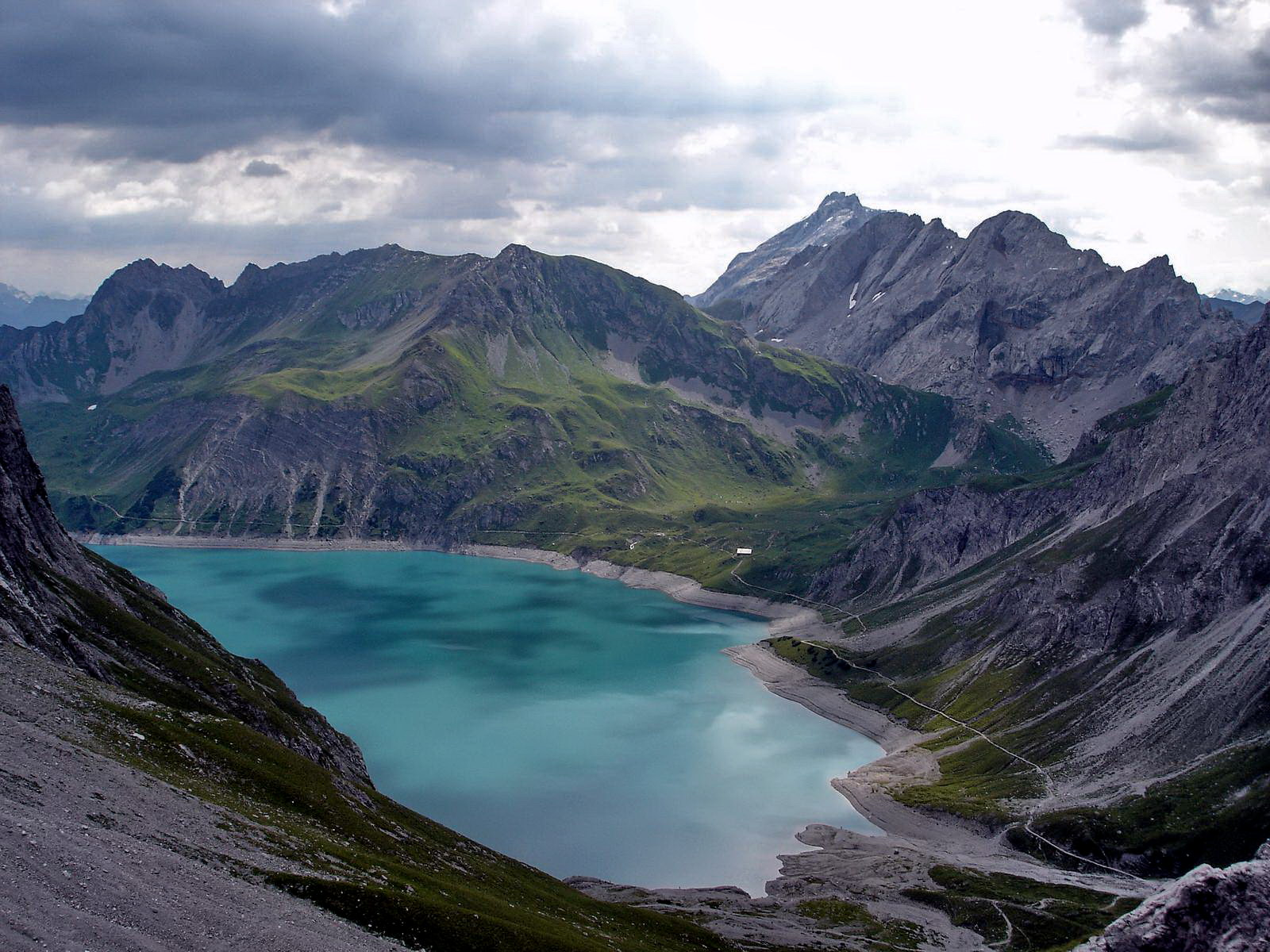
Der Lünersee

Unterhalb der Rellser Mariahilfkapelle im Rellstal wurde von 2014 bis 2018 ein weiteres Pumpspeicherwerk, das Rellswerk, gebaut, das zusätzlich das Wasser des oberen Rellsbaches fasst und im Bereich der Salonienalpen an die Rohrleitung Lünersee–Lünerseewerk angeschlossen ist. Am 28. September 2018 wurde es in Betrieb genommen.
Dadurch erhöhte sich der Zufluss zum Lünersee ab dem Jahr 2018 um rund 17 Millionen m³/Jahr, wodurch die Primärenergiegewinnung um rund 16 GWh/Jahr gesteigert werden konnte. Dies bedeutet für die Bereitstellung von elektrischer Spitzen- und Regelenergie durch das Lünerseewerk eine zusätzliche jährliche Gewinnung von mindestens 37 GWh.

## Lünerseewerk II

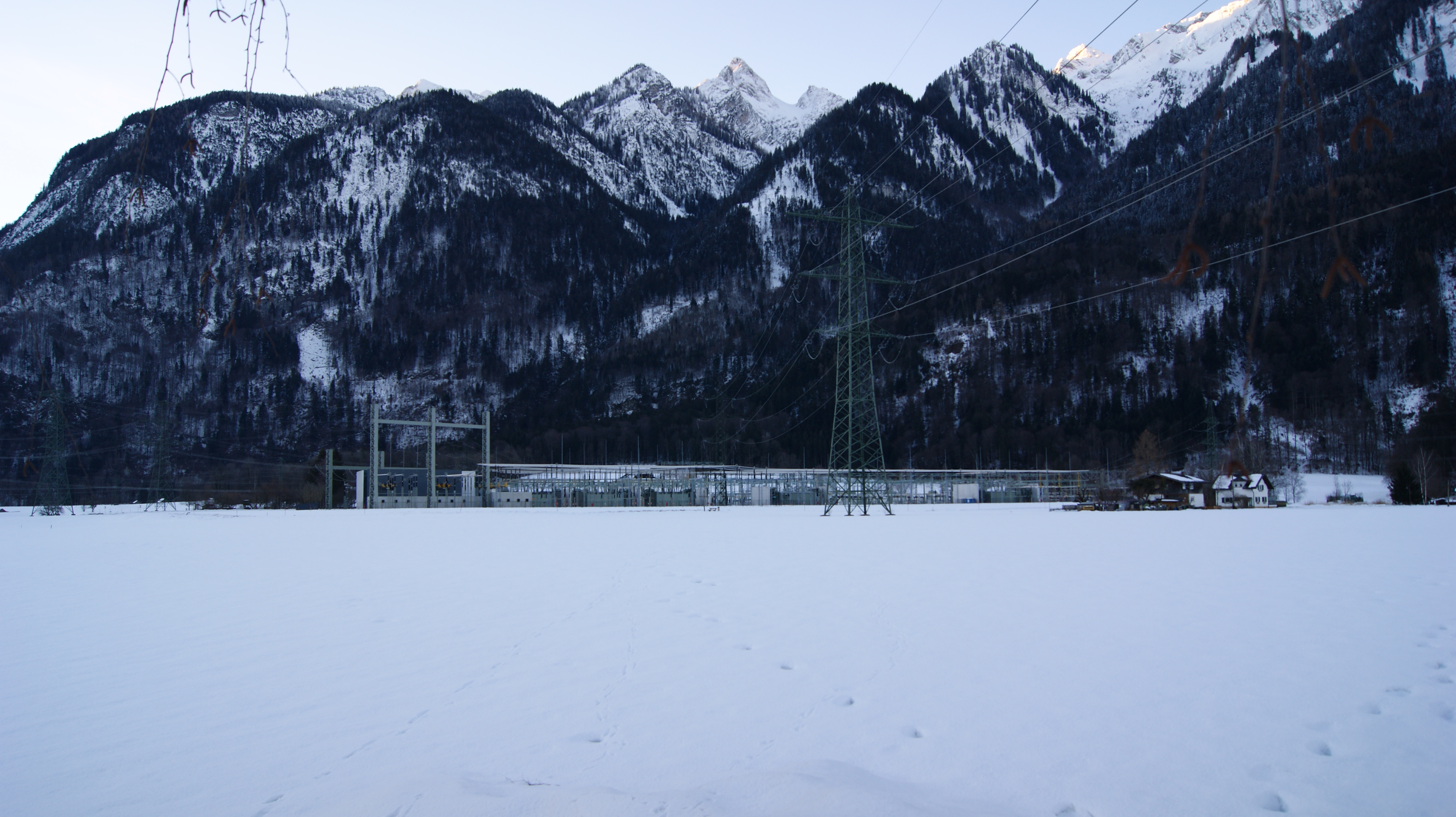
Umspannwerk Bürs im Februar 2019. Das Lünerseewerk II würde im Fuß der dahinter zu sehenden Hänge entstehen.

Am 7. Oktober 2021 wurde von der illwerke vkw AG das Lünerseewerk II als neues Projekt vorgestellt. Es soll als Pumpspeicherkraftwerk ausgeführt werden und bis zu 1000 Megawatt Leistung erbringen. Das Kraftwerk wäre mit dieser Leistung das größte Wasserkraftwerk Österreichs. Es werden Kosten von etwa zwei Milliarden Euro geschätzt, welche die Illwerke vkw großteils selbst aufbringen will. Der Großteil der neuen Anlage soll unterirdisch ausgeführt werden und das Wasser des etwa zehn Kilometer entfernten Lünersees nutzen.
Das Krafthaus soll am Rätikon-Nordfuß in der Gemeinde Bürs situiert und die umgewandelte Energie in das nahegelegene Umspannwerk Bürs eingespeist werden. Dadurch kann die bestehende Leitungskapazität auch ohne weiteren Ausbau genutzt werden.
Durch die außergewöhnlich große Fallhöhe von ca. 1350 m und das Speichervolumen von 78,3 Millionen Kubikmeter soll sich eine Speicherkapazität von ca. 230 GWh ergeben. Die Inbetriebnahme ist für 2037 geplant, wobei gehofft wird, dass sie durch Planungsbeschleunigung bereits 2034 stattfinden kann.